# Beleza Mano
| Críticas profissionais | Críticas profissionais |
| Avaliações da crítica  | Avaliações da crítica  |
| Fonte                  | Avaliação              |
| ---------------------- | ---------------------- |
| Allmusic               | [ 1 ]                  |

Beleza Mano é o segundo álbum de estúdio do cantor e compositor brasileiro Chico César, lançado em 1997 pela Mza Music. É o terceiro CD do músico, depois de uma turnê pela Europa e Japão, destacando-se a canção "Onde Estará o Meu Amor".

## Faixas
| N.º            | Título                              | Compositor(es)               | Duração |  |
| 1.             | "Chaga"                             | Chico César                  | 0:45    |  |
| 2.             | "Sinal"                             | Chico César                  | 2:54    |  |
| 3.             | "Reprocissão"                       | Chico César                  | 5:12    |  |
| 4.             | "Neném"                             | Chico César / Tata Fernandes | 3:08    |  |
| 5.             | "Onde Estará o Meu Amor"            | Chico César                  | 2:57    |  |
| 6.             | "Sanfoninha"                        | Chico César                  | 3:37    |  |
| 7.             | "Se Você Viajar"                    | Chico César                  | 3:38    |  |
| 8.             | "Papo Cabeça"                       | Chico César                  | 4:25    |  |
| 9.             | "Duas Margens"                      | Chico César                  | 4:16    |  |
| 10.            | "Solidariendade"                    | Chico César                  | 0:33    |  |
| 11.            | "Feixe"                             | Chico César                  | 2:53    |  |
| 12.            | "Carinho de Carimbó"                | Chico César                  | 3:03    |  |
| 13.            | "Perto Demais de Deus"              | Chico César                  | 4:33    |  |
| 14.            | "Parentes"                          | Chico César / Tata Fernandes | 3:51    |  |
| 15.            | "Beleza Mano"                       | Chico César                  | 4:10    |  |
| 16.            | "Paraíba Meu Amor"                  | Chico César                  | 4:04    |  |
| 17.            | "Estranho"                          | Chico César                  | 2:40    |  |
| 18.            | "Espinha Dorsal do Mim"             | Chico César                  | 3:14    |  |
| 19.            | "Rapreciso"                         | Thaíde / DJ Hum              | 3:45    |  |
| 20.            | "Últimas Palavras do Anjo Diluidor" | Chico César                  | 1:14    |  |
| Duração total: | Duração total:                      | Duração total:               | 1:03:37 |  |